# 외계에서 온 우뢰매
"외계에서 온 우뢰매"는 서울동화프로덕션에서 1986년에 제작된 SF 영화로, 감독은 김청기이다.
우뢰매의 메카닉은 일본 TV판 애니메이션"닌자전사 토비 카게"(1985년)의 봉뢰응 캐릭터와 토비카게를 얼굴과 날개부분을 개조하여 사용하였다. 

## 스토리
저명한 과학자로 알려진 심기한 박사의 아들이었지만 부모와 같이 제트 여행기를 탔다가 비행기 추락사고로 부모를 잃고 그로 인해서 충격을 받아 둔하고 맹한 성격을 가진 형래는 심 박사의 친구인 엄 박사의 보호를 받으며 자라고있다. 항상 바보스럽고 맹하고 둔한 성격 때문에 주변으로부터 놀림을 받기도 하지만 이에 대한 불평도 하지 않고 받아들이는 편. 어느 날 친구들과 캠핑을 하게 되었던 중에 수박을 들고 오라는 지시를 받았다가 숲으로 들어갔을 때 그 곳에서 뜻밖에도 우주인 씨멘과 그의 딸 데일리가 타고있는 우뢰매를 발견하게 되고 그 안에서 씨멘을 만나서 초능력을 가졌다는 것을 알게되어 초능력자 에스퍼맨으로 변신하게 되는데...

## 상영 정보
- 극장개봉 : 1986년 8월 5일
- 비디오 출시 : 1988년 4월 28일 (VHS, 백록비디오프로덕션)

## 등장인물

### 주인공
- 에스퍼맨(형래) : 심형래 (성우 : 설영범)

심기한 박사의 아들로, 제트여행기 사건의 유일한 생존자이다. 엄 박사가 데려다 키운다. 씨멘의 도움으로 초능력을 각성해 '에스퍼맨'을 만들었다. 여행기 사고로 인한 후유증과 충격을 받아 성격이 맹하고 둔한 면이 있으며 항상 바보같은 행동을 하게 되면서 또래들로부터 놀림감이 되기도 한다.
심형래 상태일 때는 배우와 성우 모두 심형래이지만 에스퍼맨 상태일 때는 성우가 설영범으로 변경된다.
- 데일리 : 천은경

씨멘의 딸. 씨멘과 함께 지구로 오다가, 에스퍼맨을 도왔다. 처음에는 형래를 보통 지구인으로 밖에 보지 않았다가 에스퍼맨으로 변신하게 되자 그를 신뢰하게 된다. 막판에 씨멘이 야욕을 품으며 에스퍼맨을 고통스럽게 죽이려할 때 이를 저지하며 씨멘을 소멸시킨다.

### 형래 주변 인물
- 엄 박사 : 엄용수

보미, 차돌의 아버지. 김 여사의 남편. 형래의 친아버지이자 동료 과학자인 심기한 박사의 친구로 심 박사가 죽은 후, 형래를 데려다 아들로 키웠다. 실험에 충실하여 집 안에서도 항상 실험도구들을 다루며 만들정도로 열의가 대단하다. 한때 루카의 부하들에 의해서 납치될 위기에 처했으나 에스퍼맨의 도움으로 빠져나간다.
- 엄차돌 : 유민

보미의 남동생이자, 엄청난 개구장이. 캠핑 도중, 절벽 떨어져 죽을뻔 하기도 하지만, 형래가 초능력으로 구해준다. 형래를 친형처럼 대하며 형이라고 부른다.
- 엄보미 : 우윤아

엄 박사의 딸이자 차돌의 누나. 비행기 사고로 고아가 된 형래와 함께 살고있다.
- 김 여사 : 정미영

엄 박사의 아내. 아들과 집안으로 자부심이 대단했다.

### 데일리 주변 인물
- 씨멘 : 장인환

데일리의 부친. 지구로부터 43광년 알파센터 우리칸 별에서 온 수사관이다. 루카라는 범인을 잡으러 이곳까지 왔다. 마지막 텔레파시로 그에게 자신의 능력을 전수하게 되어 에스퍼맨을 만들었다. 그러나 막판에 지구를 정복하려는 야욕을 드러내며 에스퍼맨을 형래로 되돌려서 고통을 주었다가 결국 데일리에 의해 죽음을 당한다.

### 루카 주변 인물
- 루카 : 안대욱

감옥을 탈출한 범죄자. 그러나 에스퍼맨에게 뒤집어 씌우는 경우도 있다. 독선적인 성격으로 혼자 난리 치다가 파스킨에게 죽음을 당한다.
- 파스킨 : 이황근 (성우 : 유제상)

루카의 오른팔. 광선총을 소지하고 있다. 끝에 너무 부하들을 막 대하며 자신의 죽음을 당한다. 루카의 독선에 의심을 하며 스스로 루카를 죽이게 된다.
- 엘모 : 이은주

루카의 부하. 데일리로 변신해서 에스퍼맨을 농락 시킨다. 루카 기지 자폭에 휘말려 사망했다.
- 몰토 : 최화섭 (성우 : 조경모)

루카의 부하. 사이보그지만, 딱딱해보이며 인상은 아주 깊다. 루카 기지 자폭에 휘말려 사망했다.
- 루카의 병사들

루카의 부하들. 에스퍼맨과 죽음을 당한다.

### 그 외 인물
- 뚝쇠 : 서원섭

형래에게 재롱을 시키는 골목대장을 하고 있는 악동이다. 동네놀이터에서 차돌에게 당하는 수모를 겪고 있다.
- 선생 : 박만규
- 개구 : 채문성, 서채영

### 특별출연
- 삼삼이 : 김정식

형래의 친구이자, 이름에서 느껴지는 쾌활한 성격의 소유자다.

## 제작진
- 제작·감독 : 김청기
- 기획 : 김춘범
- 각본 : 채동근
- 각색 : 조항리
- 조감독 : 이한열
- 기록 : 선우혜성, 최광일
- 무술감독 : 왕룡
- 작화감독 : 이의구
- 촬영 : 정운교
- 촬영부 : 이석현, 임종호, 단혁태
- 조명 : 김강일
- 조명부 : 박현원, 김일준, 김성구
- 음악 : 박형신
- 미술 : 강세건
- 그림효과 : 배상준
- 스틸 : 양기주
- 분장 : 장인한
- 편집 : 박순덕
- 제작부장 : 양동욱
- 진행 : 양근복, 최동수, 이창규
- 녹음 : 청맥녹음실
- 현상 : 영화진흥공사 현상실
- 애니메이션 : 주식회사 서울動畵프로덕션
- 동화 : 박영채, 임종황, 한영길, 김송희, 김복록, 양복진
- 선화 : 장혜련, 방숙희
- 채화 : 양미선, 이영선, 민혜진, 김호경
- 제작 : 김청기 프로덕션

## 협찬
은나래의상실, 월간새소년, 뽀빠이과학

## 메카닉

### 우뢰매 Wooroemae
새 형태
- 무장 1: 등에서 광선이 나간다.
- 무장 2: 광자망. 눈에서 광선이 나간다.
- 무장 3: 초음파 파워 온!
- 무장 4: 발톱으로 공격 한다.
- 무장 5: 음속 10배로 항진, 날개를 펄럭일 때마다 광자파가 발생하여 순간이동도 가능.

로봇 형태
- 무장 1: 팔로 광선을 막는다.
- 무장 2: 표창 모양의 방패를 실제로 부메랑처럼 던진다.
- 무장 3: 광선검을 가지고 있다. 표창은 방패로...
- 무장 4: 광선검은 광선을 발사하는 용도로 사용된다.
- 무장 5: 광선검을 던지기도 한다.
- 무장 6: 염력으로 떨어진 표창과 광선검을 잡는다.
- 무장 7: 방패에서 광선이 나간다.
- 무장 8: 손에서 광선이 나간다.
- 무장 9: 가슴쪽에서 광선이 나간다.
- 무장 10: 가슴에서 O자형 광선이 나간다.
- 무장 11: 발차기
- 무장 12: 에너지를 모두 모아 열에너지로 공격. 이것으로 표면을 녹이려 시도.
- 무장 13: 내뿜은 에너지 흡입. 이 과정에서 마모스의 표면이 얼어붙었다.

### 루카 기지 우주선
전투기
- 무장: 광선이 나간다.

캉가 Q
- 무장 1: 광선총을 가지고 있다.
- 무장 2: 배에서 광선이 나간다.
- 무장 3: 주먹에서 광선이 나간다.
- 무장 4: 마지막엔 자폭까지...

#### 마모스
특수바이오섬유로 되어 있어 상처를 내도 원상복귀 되어버린다. 하늘을 날지 못한다는 점이 특징. 괴물 로봇.
- 무장 1: 눈에서 광선이 나간다.
- 무장 2: 손에서 광선이 나간다.
- 무장 3: 그대로 잡아서 던진다.
- 무장 4: 배의 입에서 캉가 Q가 튀어나와 광선총을 쏜다.

## 그 외 무기들

### 에스퍼맨
- 무장 1: 손이며 눈에서 광선이 나간다.
- 무장 2: 발차기
- 무장 3: 하늘을 난다.

### 루카
- 무장: 입에서도 광선이... 손에서도 광선이 나간다.

### 파스킨, 엘모, 몰토
- 무장 1: 모두 광선총을 소지하고 있다.
- 무장 2: 발에서도 광선이 나가는 파스킨.
- 무장 3: 손에서 광선이 나간다.
- 무장 4: 파스킨은 표창도 던진다.

## 같이 보기
- 우뢰매 시리즈

## 사운드 트랙
1986년 9월 25일에 발매한 외계에서 온 우뢰매 OST는 박형신과 이선우가 참여했다. 태광음반에서 만들었으나, 특히 우뢰매 1탄으로 처음 활동했다.
Side A
1. 외계에서 온 우뢰매 (Title)
2. 놀이터에서
3. 캠핑가는 날
4. 캠핑장에서의 담력시험
5. 밤에 나타난 외계인들
6. 우뢰매와 씨멘
7. 초능력 인간 에스퍼맨 탄생
8. 루카 기지
9. 말썽꾸러기 차돌
10. 엄 박사 납치음모와 엑스기들과의 싸움
11. 우뢰매의 승리
12. 우뢰매 (Inst.)

Side B
1. 루카일당과 제2의 음모
2. 주택가의 나타난 외계인 엘모
3. 두명의 데일리
4. 씨멘의 부름
5. 대결전
6. 히말라야 원반기지와 캉가큐
7. 우뢰매의 위기
8. 우뢰로보트와 마모스
9. 마모스의 최후
10. 루카의 종말
11. 씨멘의 정체와 죽음
12. 우뢰매 - 이선우